# Elsteraue bei Groitzsch
Elsteraue bei Groitzsch este o arie protejată (arie de protecție specială avifaunistică — SPA) din Germania întinsă pe o suprafață de 910 ha, integral pe uscat.

## Localizare
Centrul sitului Elsteraue bei Groitzsch este situat la coordonatele 51°10′21″N 12°16′48″E / 51.1725°N 12.28°E.

## Înființare
Situl Elsteraue bei Groitzsch a fost declarat arie de protecție specială avifaunistică în noiembrie 2006 pentru a proteja 40 de specii de animale.

## Biodiversitate
Situată în ecoregiunea continentală, aria protejată nu include niciun habitat protejat.
La baza desemnării sitului se află mai multe specii protejate de  păsări (40): pescăruș albastru (Alcedo atthis), rață sulițar (Anas acuta), rață lingurar (Anas clypeata), rață mică (Anas crecca crecca), rață fluierătoare (Anas penelope), Anas platyrhynchos platyrhynchos, rață cârâitoare (Anas querquedula), Anas strepera strepera, gâscă cenușie (Anser anser), Ardea cinerea cinerea, rață-cu-cap-castaniu (Aythya ferina), rața moțată (Aythya fuligula), Bucephala clangula, barză albă (Ciconia ciconia ciconia), erete de stuf (Circus aeruginosus), cioară de semănătură (Corvus frugilegus), lebădă de vară (Cygnus olor), ciocănitoarea de stejar (Dendrocopos medius), ciocănitoare neagră (Dryocopus martius), egretă albă (Egretta alba), presură sură (Emberiza calandra), șoimul rândunelelor (Falco subbuteo), Fulica atra atra, capîntortură (Jynx torquilla), sfrâncioc roșiatic (Lanius collurio), sfrâncioc mare (Lanius excubitor excubitor), pescăruș râzător (Larus ridibundus), Mergus merganser merganser, gaia neagră (Milvus migrans), gaia roșie (Milvus milvus), viespar (Pernis apivorus), cormoran mare (Phalacrocorax carbo carbo), ciocănitoare verzuie (Picus canus), ploier auriu (Pluvialis apricaria), Podiceps cristatus cristatus, mărăcinar (Saxicola rubetra), silvie porumbacă (Sylvia nisoria), Tachybaptus ruficollis ruficollis, fluierar de mlaștină (Tringa glareola), nagâț (Vanellus vanellus).
Pe lângă speciile protejate, pe teritoriul sitului au mai fost identificate 2 specii de păsări.